# Вулиця 14 грудня
Вулиця 14 гру́дня — одна з вулиць у місті Черкаси. Знаходиться у мікрорайоні Хімселище.

## Розташування
Починається від провулку Комунального і простягається на південний схід до вулиці Різдвяної.

## Опис
Вулиця неширока, окрім ділянки між провулками Грибоєдова та Софії Ковалевської — асфальтована.

## Походження назви
До 1983 року вулиця називалась Крайньою, пізніше перейменована на честь 14 грудня, дня визволення міста 1943 року від німецької окупації.

## Будівлі
Вулиця є крайньою перед промисловою зоною. Тому житлові будинки розташовуються по лівому боці, а промислові підприємства — по правому. Від початку і до вулиці В'ячеслава Чорновола будинки приватні, далі до вулиці Нечуя-Левицького — багатоповерхівки, останній квартал — лише підприємства.